# Liste der Kulturdenkmäler in Schiesheim
In der Liste der Kulturdenkmäler in Schiesheim sind alle Kulturdenkmäler der rheinland-pfälzischen Ortsgemeinde Schiesheim aufgeführt. Grundlage ist die Denkmalliste des Landes Rheinland-Pfalz (Stand: 8. Dezember 2023).

## Einzeldenkmäler
| Bezeichnung | Lage                | Baujahr                  | Beschreibung                                                                 | Bild |
| ----------- | ------------------- | ------------------------ | ---------------------------------------------------------------------------- | ---- |
| Wohnhaus    | Aarstraße 3 Lage    | 17. Jahrhundert          | Fachwerkhaus, teilweise massiv und verschiefert, 17. Jahrhundert             | BW   |
| Wohnhaus    | Lindenstraße 6 Lage | 17. oder 18. Jahrhundert | Fachwerkhaus, verputzt und verkleidet, wohl aus dem 17. oder 18. Jahrhundert | BW   |